# Wolfgang Kahrs
Wolfgang Kahrs (* 17. Januar 1933 in Bremen) ist ein deutscher Jurist und Politiker (SPD). Er war von 1971 bis 1987 Justizsenator, ab 1983 auch zuständig für Bundesangelegenheiten, der Freien Hansestadt Bremen.

## Biografie

### Familie, Ausbildung und Beruf
Kahrs studierte in Bonn und Berlin Volkswirtschaft und Rechtswissenschaften. Er ist Mitglied der christlichen Studentenverbindungen Bonner Wingolf (seit 1954) und Berliner Wingolf (seit 1998). Nach seiner juristischen Ausbildung ließ er sich in seiner Geburtsstadt als Rechtsanwalt nieder.
Nach seiner Senatorenzeit ist er als Rechtsanwalt tätig. Er engagierte sich im Deutschen Turner-Bund.
Kahrs war mit der Lehrerin und SPD-Politikerin Bringfriede Kahrs verheiratet, die von 1995 bis 1999 Bremens Senatorin für Bildung und Wissenschaft war. Der gemeinsame Sohn Johannes Kahrs (SPD) war von 1998 bis 2020 für Hamburg Mitglied des Deutschen Bundestages.

### Politik
Kahrs ist Mitglied der SPD in Bremen-Nord. Er war von 1967 bis 1971 für die SPD Mitglied in der Bremischen Bürgerschaft.
Er amtierte von 1971 bis 1987 in den Senaten von Hans Koschnick und dem ersten Senat von Klaus Wedemeier als Bremer Justizsenator sowie von 1983 bis 1987 zusätzlich als Senator für Bundesangelegenheiten. Kahrs setzte in Bremen einen modernen Strafvollzug, der auf eine Resozialisierung des Straftäters abzielt, durch. Kahrs setzte sich für eine kostenlose Rechtsberatung durch die Arbeitnehmerkammer im Auftrag der Freien Hansestadt Bremen ein. Ferner wurde in seiner Amtszeit als Justizsenator in Bremen die einstufige Juristenausbildung eingeführt.
Von 1987 bis 1995 war er erneut Mitglied der Bürgerschaft, seit 1991 auch als Vorsitzender des Rechnungsprüfungsausschusses der Bürgerschaft.